# 簿外債務
簿外債務（ぼがいさいむ）とは貸借対照表上に記載されていない債務のこと。代表的なものとしてはデリバティブや保証に関わる偶発債務や、会計操作による飛ばし行為などがある。企業会計においては、会計責任者が認識していながら意図的に隠蔽することで発覚を免れる表記上の余地が存在しており、簿外債務はその問題の一つである。

## 偶発債務
企業がある係争を抱えていたり、ある債務に対する保証行為をおこなっている場合、訴訟の結果多大な賠償負担が発生したり、債務の不履行などによる保証責任が発生したりすることがある。一般的な貸付債権や売掛債権などの場合は貸倒引当金等の名目で会計上にこのような債務の発生を予定することで偶発性の認識を帳簿に反映させるのであるが、訴訟事件などの場合は企業側が正当性や債務の不存在などを主張しているため会計上に債務発生の可能性を適切に記述できていない可能性がある。また、かつては金融派生商品（デリバティブ）や保証などについて会計上の認識に不備がありデリバティブ取引による損益が当該取引決済まで認識されなかったために、突然に巨額損失が発生するといったことがあった。

## 飛ばし
低価法を採用している企業が、決算期末になると含み損を抱えた資産を簿価で他社に売却した形にして損を表面化させないようにすることもあり、その場合は決算期を過ぎた後に同額＋αで買い戻す特約をつける。以前は親会社の決算対策として子会社との間で多く見られた取引であり、また、受け皿となるペーパーカンパニーを設立して、これに簿外債務にして債務を隠すことがしばしばみられた。このような簿外債務は飛ばし（Tobashi scheme）と呼ばれ、実態としては粉飾決算として見られることもある。
日本ではバブル景気崩壊直後には証券会社が仲介してこのような取引を行うこともしばしば見られたが、1991年に証券取引法が改正されて事実上禁止された。企業決算において連結決算が重視されるようになった現在では飛ばし先を連結対象外の企業にする必要があるために、実際に行うことは難しくなっている。

## 飛ばしの例
- 山一證券
- 大和証券
- 日本債券信用銀行 - クレディ・スイス・ファイナンシャル・プロダクツが加担、支店長が逮捕
- エンロン
- オリンパス事件